# Le Mage du Kremlin (film)
Pour plus de détails, voir Fiche technique et Distribution.
Le Mage du Kremlin (The Wizard of the Kremlin) est un film franco-américain réalisé par Olivier Assayas et dont la sortie est prévue en 2025. Il s'agit d'une adaptation du roman du même nom de Giuliano da Empoli.
Le film met en scène Paul Dano, Jude Law, Alicia Vikander, Zach Galifianakis et Tom Sturridge dans les rôles principaux en mai 2024. Le premier incarne Vadim Baranov, conseiller politique fictif de Vladimir Poutine dans les années 1990.

## Synopsis
Russie, début des années 1990. Alors que l'Union soviétique s'effondre, le pays flirte entre les promesses de liberté et le chaos. Dans ce contexte tendu, Vadim Baranov, jeune artiste inconnu devenu producteur d’émissions de téléréalité, prend de l'importance. Il va peu à peu devenir le spin doctor d'un membre prometteur du Service fédéral de sécurité de la fédération de Russie, Vladimir Poutine. Vadim Baranov va participer au développement d'une nouvelle Russie, en travaillant notamment sur ses discours et son image. Mais Vadim ne parvient pas à contrôler une femme nommée Ksenia. Quinze ans plus tard, Vadim Baranov s'est retiré et accepte de se confier sur ces années au pouvoir.

## Fiche technique
Sauf indication contraire, les informations mentionnées dans cette section peuvent être confirmées par les bases de données cinématographiques IMDb et Allociné,  présentes dans la section « Liens externes ».
- Titre original anglophone : The Wizard of the Kremlin
- Titre original français : Le Mage du Kremlin
- Réalisation : Olivier Assayas
- Scénario : Olivier Assayas et Emmanuel Carrère, d'après le roman Le Mage du Kremlin de Giuliano da Empoli
- Musique : N/A
- Décors : François-Renaud Labarthe
- Costumes : Jürgen Doering
- Photographie : Yorick Le Saux
- Montage : Marion Monnier
- Production : Olivier Delbosc

Producteurs délégués : Alexandra Abrams, Justin Ardalan-Raikes, Sylvie Barthet, Lee Broda, Patrick Doherty, Max Kondziolka, Robert K. MacLean, Stuart Manashil, Michael Paletta, Thomas Pierce, Jeff Rice, Ian Fulton Roberts, Dean Sansovich, Theodore Shivdasani, Hugh Strange et Scott Weber
- Sociétés de production : Gaumont, Curiosa Films et Pierce Capital Entertainment
- Société de distribution : Gaumont (France)
- Budget : N/A
- Pays de production :  États-Unis,  France
- Langue originale : anglais
- Format : couleur
- Genre : thriller, politique, drame
- Dates de sortie[2] :
  - France : 21 janvier 2026[3] Date sujette à modification

## Distribution
- Paul Dano : Vadim Baranov
- Jude Law : Vladimir Poutine
- Alicia Vikander : Ksenia
- Zach Galifianakis
- Tom Sturridge
- Jeffrey Wright

## Production

### Genèse et développement
En mai 2024, il est révélé qu'Olivier Assayas va adapter le roman Le Mage du Kremlin de Giuliano da Empoli, publié en 2022. Le réalisateur s'adjoint les services de l'écrivain Emmanuel Carrère pour écrire le scénario.
Le film est produit par Curiosa Films et Gaumont.

### Attribution des rôles
Paul Dano, Jude Law, Alicia Vikander, Zach Galifianakis et Tom Sturridge sont annoncés dans les rôles principaux en mai 2024. Le premier incarne Vadim Baranov, conseiller politique fictif. En janvier 2025, il est révélé que Jude Law tiendra le rôle de Vladimir Poutine

### Tournage
Le tournage débute le 20 janvier 2025 et s'achève le 4 avril. Les prises de vues se déroulent notamment à Riga en Lettonie,.